# Doria (cuisine)
Doria (ドリア) est un gratin japonais servi sur du riz. Ces ingrédients sont à l'origine du riz pilaf, des crevettes et des noix de Saint-Jacques, le tout recouvert de béchamelle et de fromage cuit au four.
C'est un exemple de la cuisine japonaise Yōshoku, né par l'importation et l'adaptation de recettes occidentales après l'abrogation du sakoku (fermeture du pays) au début de l'ère Meiji,.
Le gratin de riz doria est une création du chef suisse Saly Weil, recruté en 1927 à l’hôtel NewGrand de Yokohama pour introduire la cuisine française au Japon : c'est une adaptation du classique gratin français où le riz remplace les pommes de terre ; le cuisinier y ajouta des crevettes et des noix de Saint-Jacques, abondantes au Japon à l'époque.
Le plat aurait été improvisé par le chef spécialement pour un client malade. On peut de nos jours trouver des variantes où le poulet ou le poulpe remplacent ces ingrédients.